# Nữ thần loạn trí

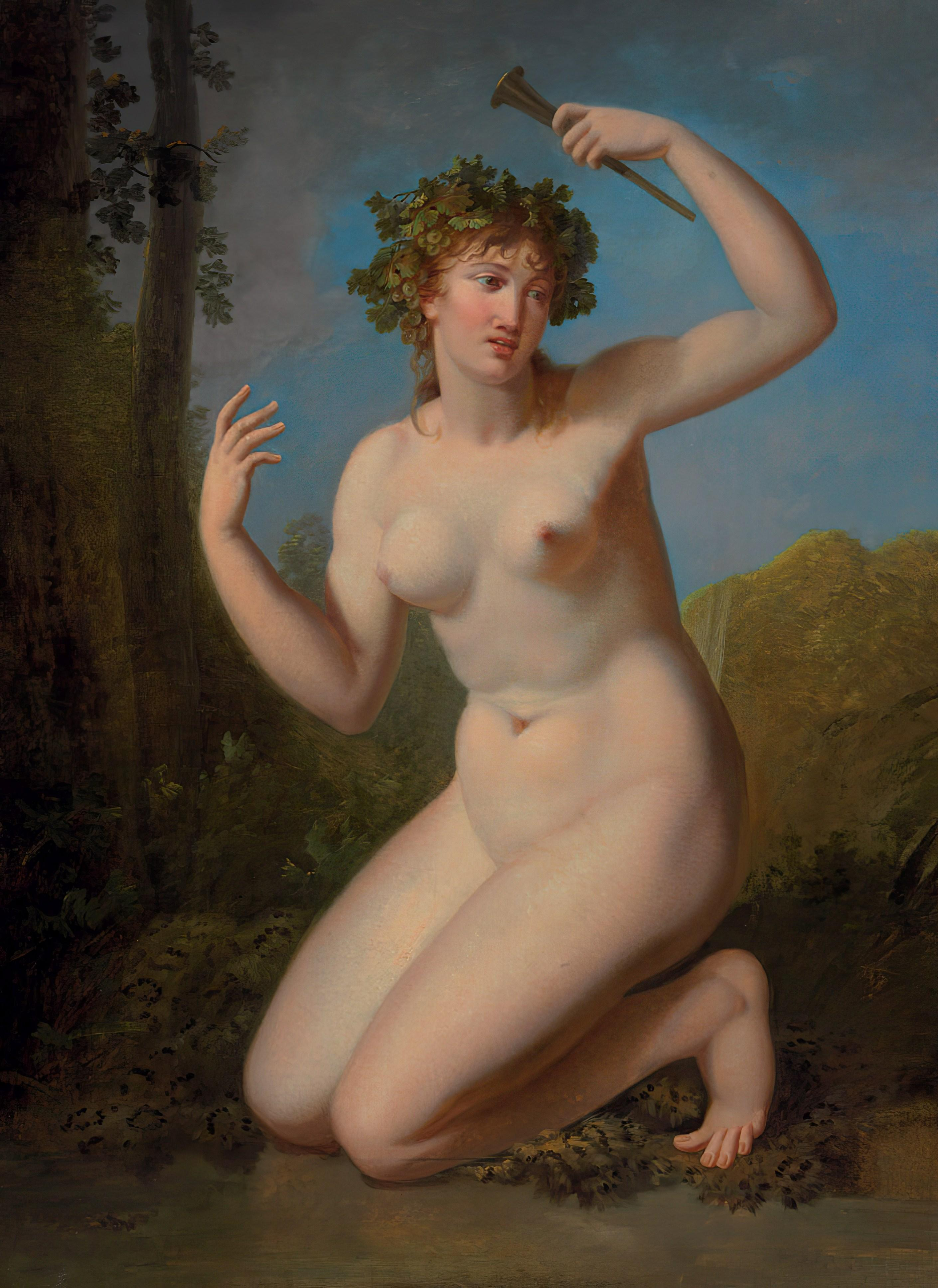
Nữ thần loạn trí, tranh vẽ của Jacques Antoine Vallin

Nữ thần loạn trí (Maenad) là những nữ tín đồ của thần Dionysus trong thần thoại Hy Lạp (hay còn gọi là Bacchus trong thần thoại La Mã), vị thần của rượu vang, sự điên cuồng, lễ hội và sự tự do nguyên thủy. Họ là thành viên quan trọng nhất trong đoàn tùy tùng của ông, được gọi là Thiasus. Những nữ thần Maenad thường được miêu tả là những người phụ nữ trong trạng thái xuất thần, cuồng loạn tập thể, tham gia vào các nghi lễ và vũ điệu hoang dã để tôn vinh thần Dionysus. Đây là một thuật ngữ có nguồn gốc từ thần thoại Hy Lạp, bắt nguồn từ tiếng Hy Lạp cổ đại là Mainades (μαινάδες), có nghĩa là "những người điên rồ" hoặc "những người phát cuồng", nó cũng bắt nguồn từ từ Hy Lạp cổ mmmmv (μαίνομαι), có nghĩa là "phát cuồng" hoặc "điên rồ". Thuật ngữ Maenads được sử dụng để châm biếm và ám chỉ những người phụ nữ là môn đệ của Carl Jung (Jungfrauen) với sự nhiệt tình, cuồng nhiệt hoặc hành xử quá khích, giống như các nữ tín đồ của Dionysus, so sánh họ với những nhân vật hoang dã và mất kiểm soát trong thần thoại.

## Hành vi

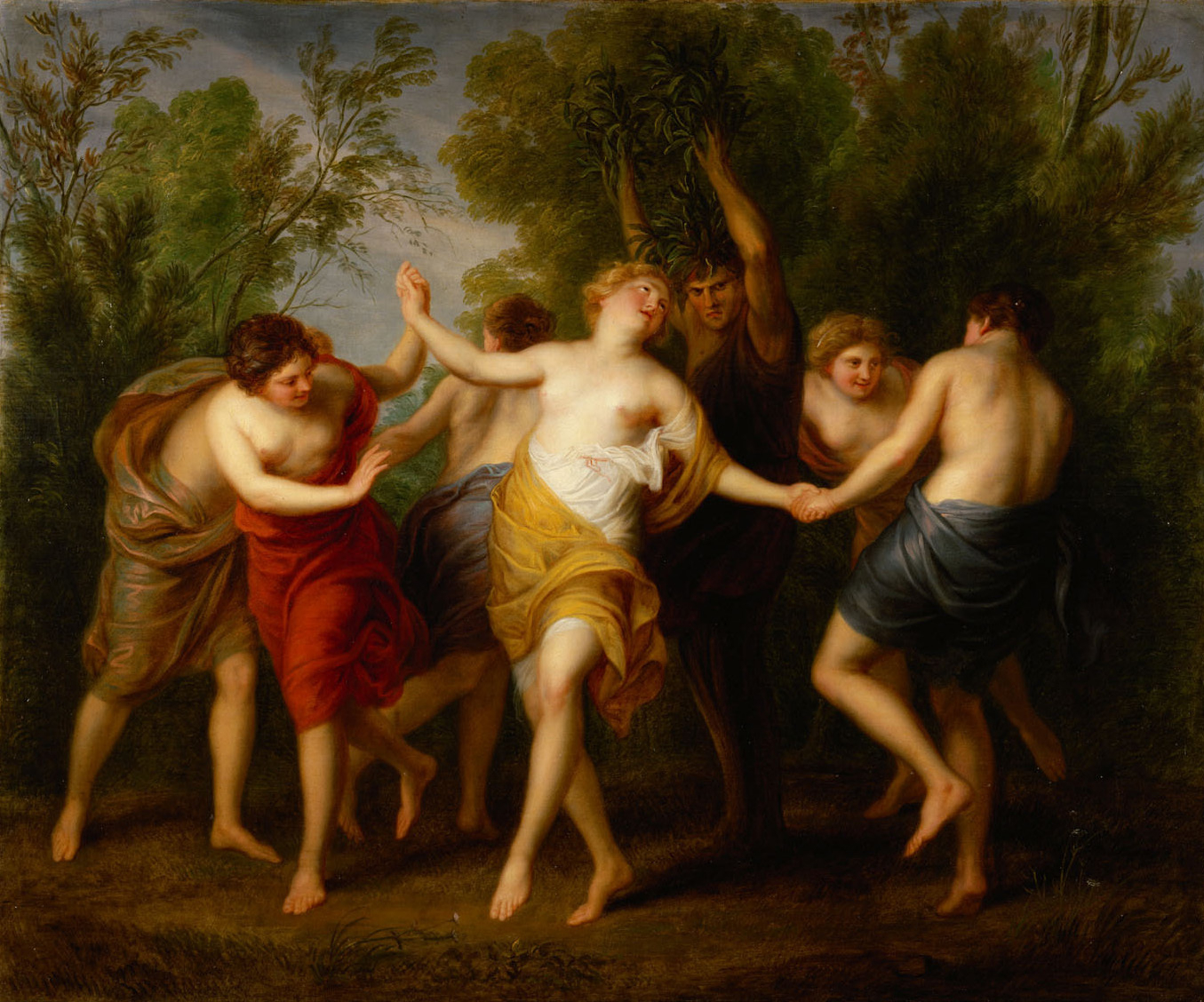
Các nữ thần đang nhảy múa trong cơn cuồng loạn

- Hành vi cuồng loạn: Các nữ thần này thường được miêu tả là rơi vào trạng thái xuất thần, điên cuồng, say sưa trong các lễ hội của Dionysus.
- Vũ điệu hoang dã: Họ nhảy múa điên cuồng, thường trong rừng hoặc trên núi, mang theo cây gậy Thyrsus (một cây gậy được quấn lá nho và ivy, trên đỉnh có gắn quả thông) và mặc áo da rắn[2].
- Sức mạnh siêu nhiên: Trong trạng thái xuất thần, họ được cho là có sức mạnh phi thường, có thể xé xác động vật hoang dã bằng tay không (Sparagmos) và ăn thịt sống (Omophagia).
- Biểu tượng của sự tự do nguyên thủy: Họ đại diện cho khía cạnh bản năng, phi lý trí của con người, đối lập với sự kiểm soát và trật tự của nền văn minh.

## Chú thích

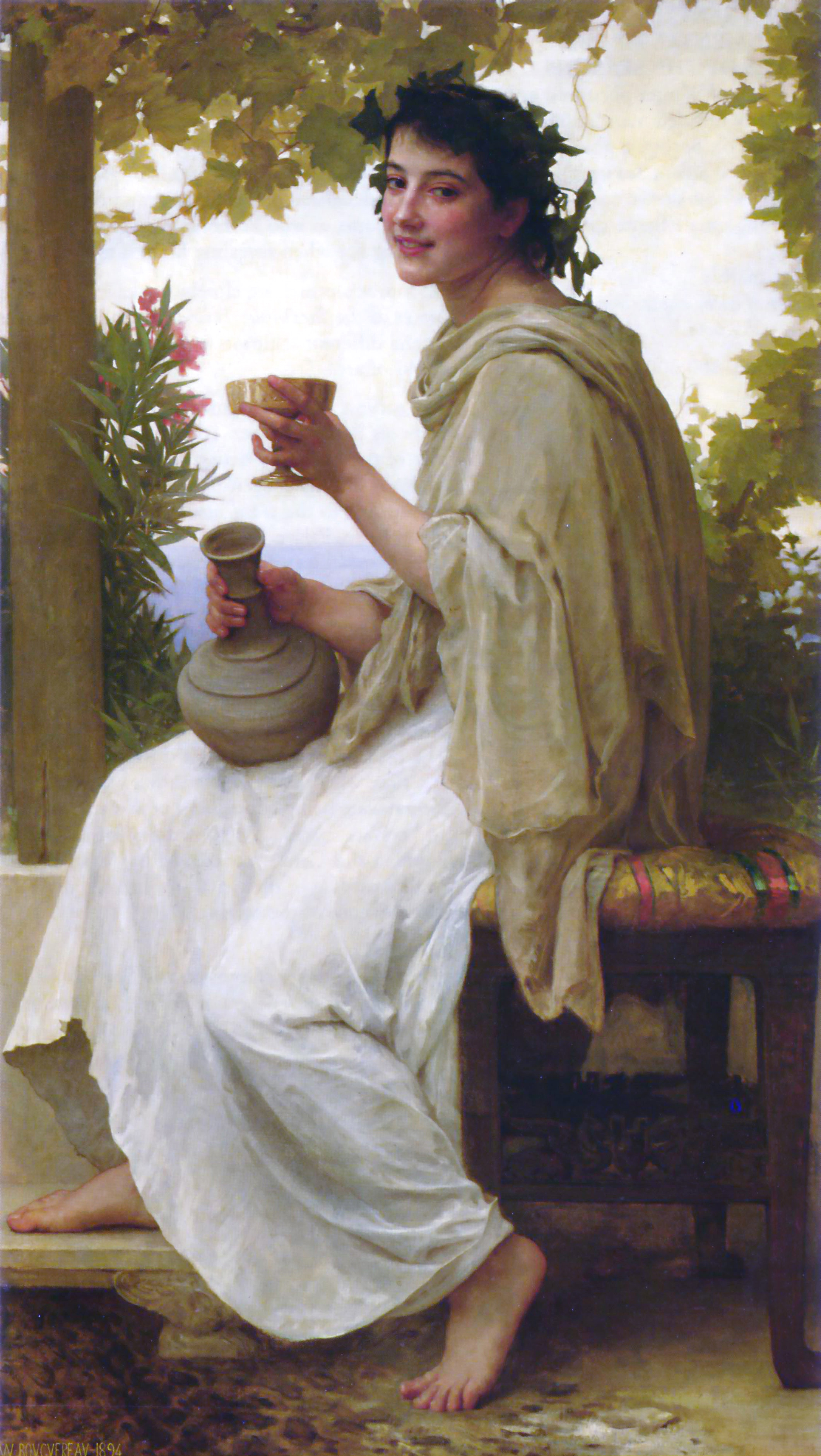
Hoạ phẩm nữ thần loạn trí của William-Adolphe Bouguereau

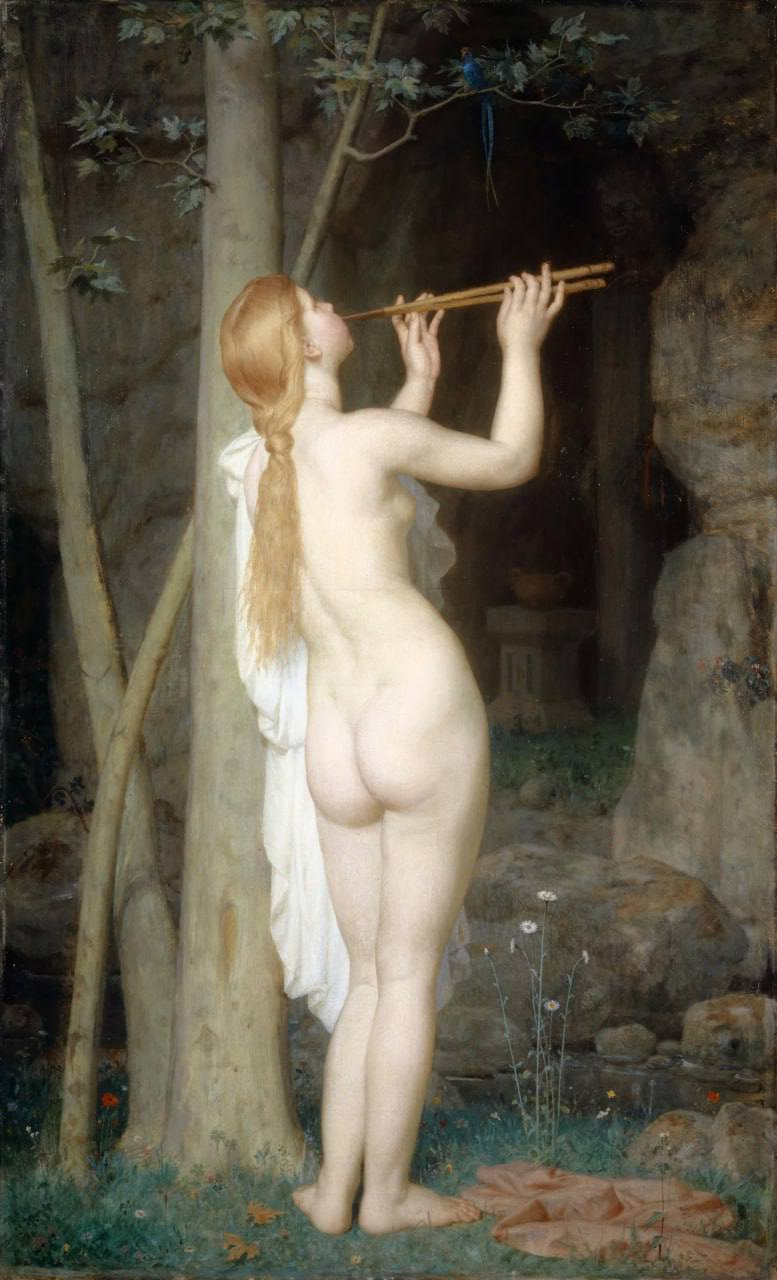
Nữ thần Gleyre

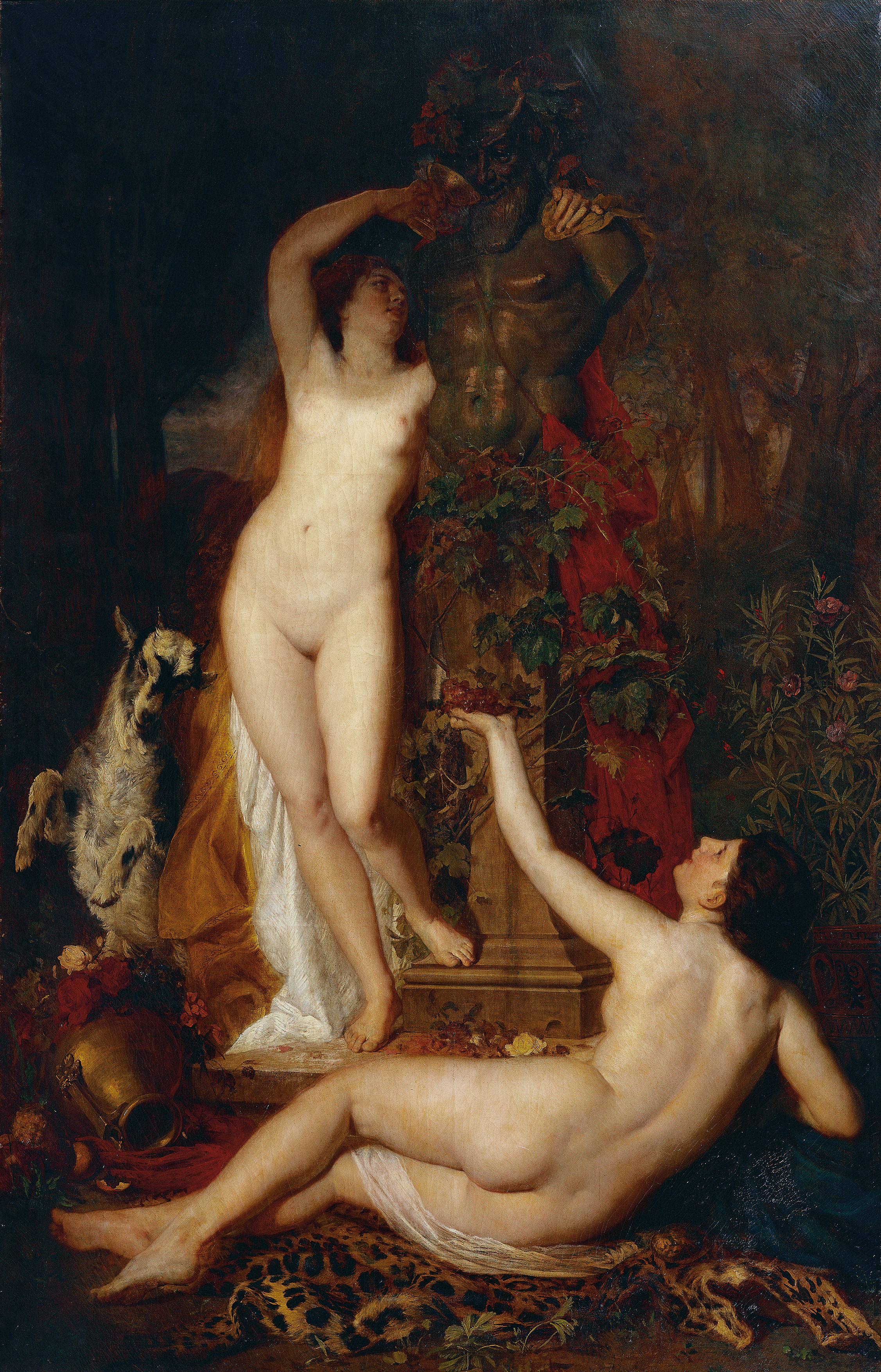
Nữ thần loạn trí, tác phẩm của Eugen Felix

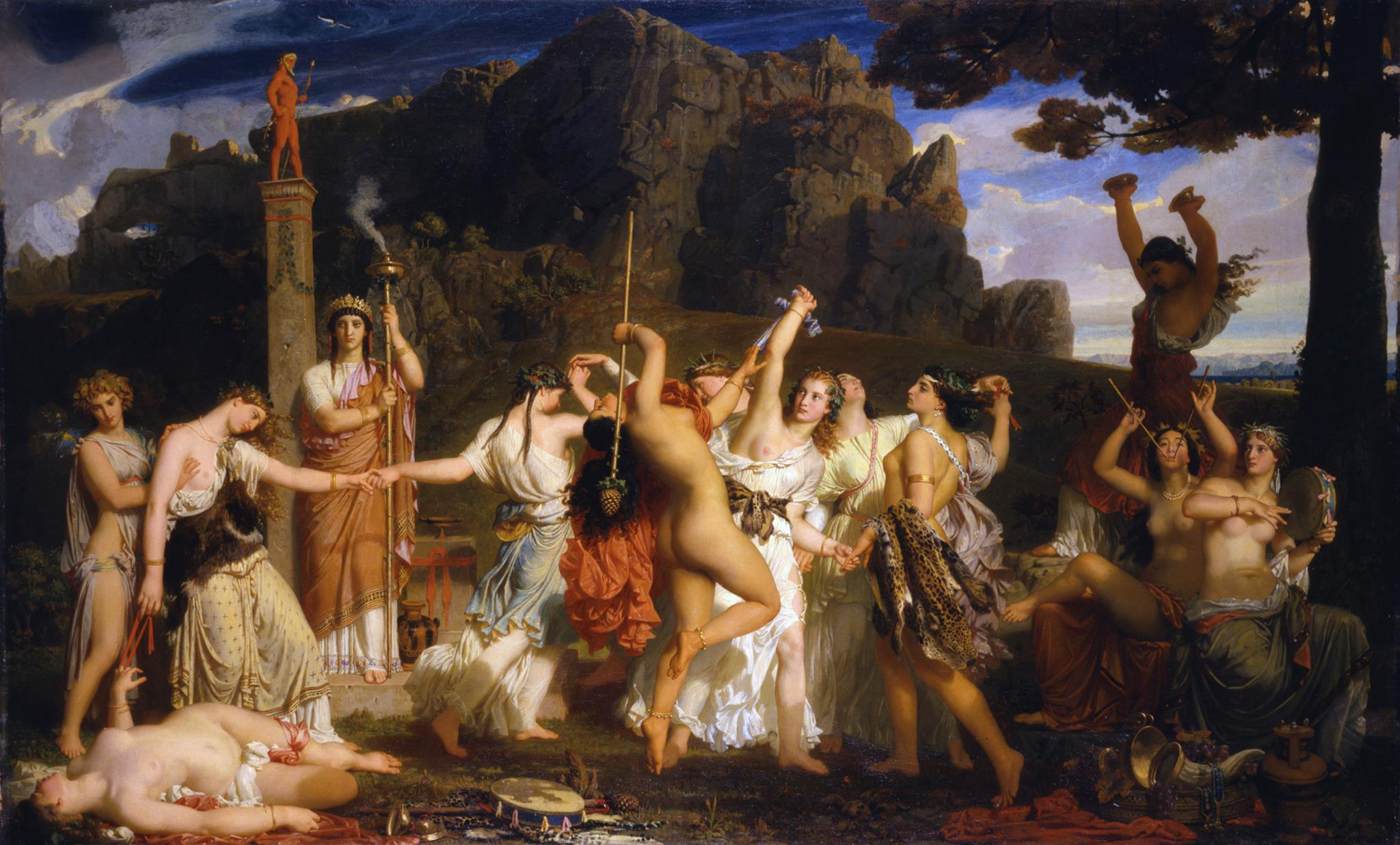
Các nữ thần đang trong trạng thái xuất thần

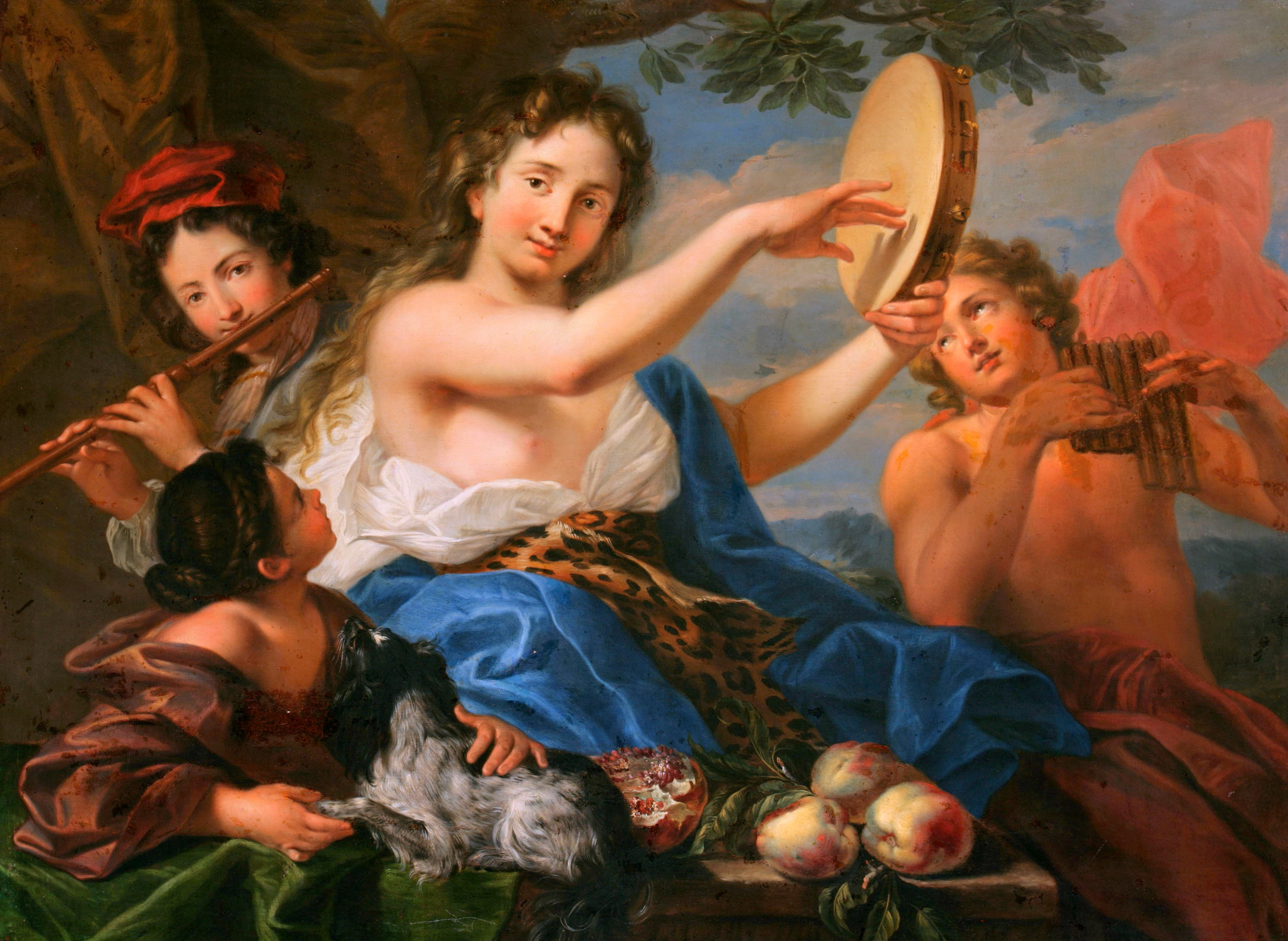
Nữ thần đang chơi nhạc cụ

## Các nữ thần

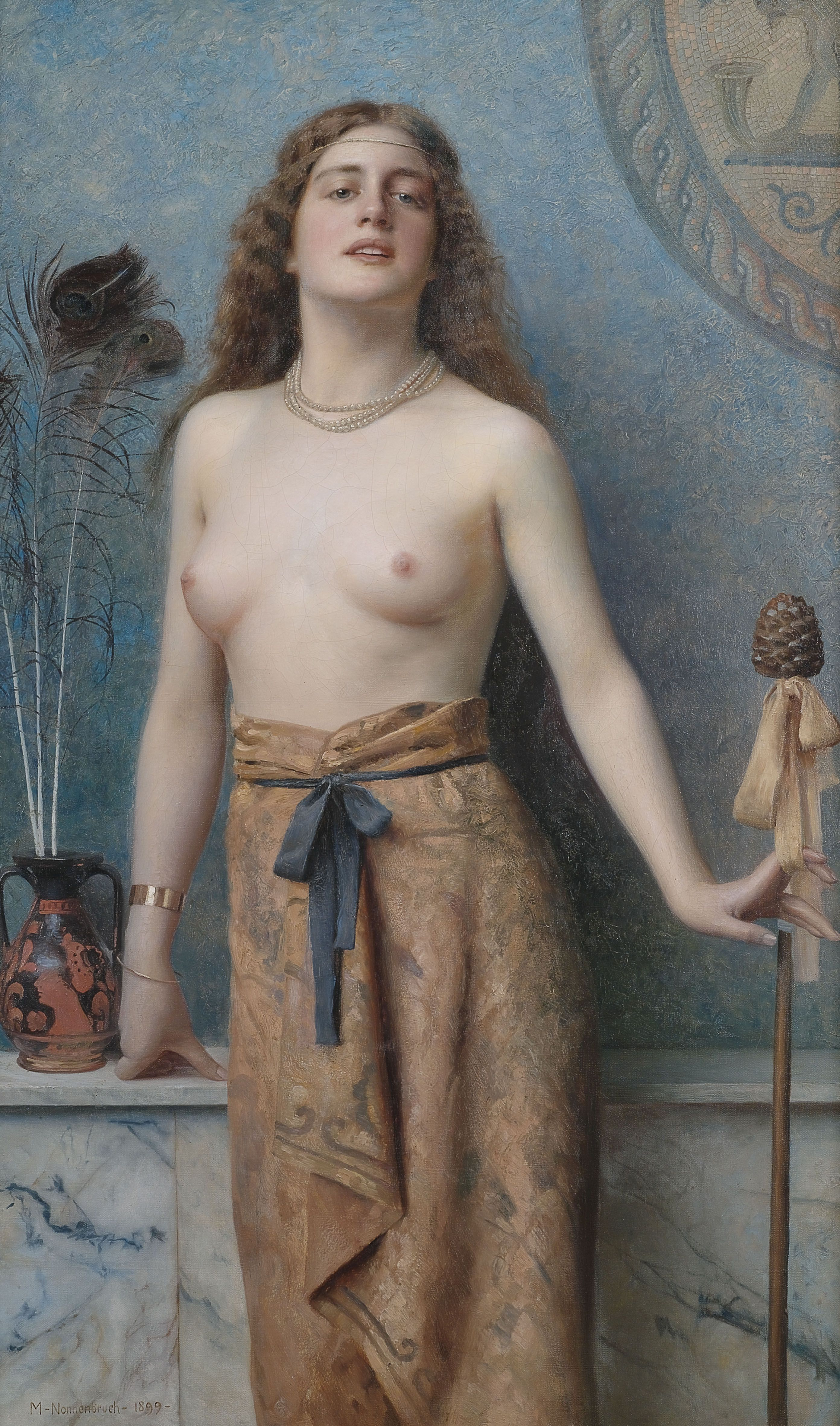
Một nữ thần loạn trí của Max Nonnenbruch Junge Bacchantin

- Alcimacheia
- Bromie
- Calybe
- Chalcomede
- Charopeia
- Chorea
- Cisseis
- Cleite
- Codone
- Coronis
- Eriphe
- Eurypyle
- Gigarto
- Gorge
- Melictaina
- Myrto
- Nyse
- Oenone
- Phasyleia
- Phlio
- Polyxo
- Soe
- Staphyle
- Sterope
- Terpsichore
- Theope